# Gäddgölen (Krokeks socken, Östergötland)
Gäddgölen är en sjö i Norrköpings kommun i Östergötland och ingår i Kilaån-Motala ströms kustområde.